# ルートンDART
ルートンDART（ルートンダート、Luton DART）は、イギリスのルートン・エアポート・パークウェイ駅とルートン空港を結ぶ新交通システムである。
DARTは「Direct Air-Rail Transit」の頭字語である。

## 歴史
2016年4月、ルートン空港の所有者が新交通システムによって空港とルートン・エアポート・パークウェイ駅を結ぶ計画を発表した。
当プロジェクトでは3つの駅と共に、A1081道路の上を通る橋と、トンネルを建設する予定である。
計画ではネイピア・パークにあるバートレット・スクウェアが最初の駅となり、ルートン・エアポート・パークウェイ駅からの軌道を横切り、空港が最後の駅となる。途中の空港駐車場に3番目の駅を設置する案もあった。
2017年6月、ルートン自治区議会は建設を承認した。
2018年4月、VolkerFitzpatrick/キアー・グループの合弁事業による建設作業が始まった。
2023年3月10日に開業した。